# Joseph Smith (photographe)
Pour les articles homonymes, voir Joseph Smith (homonymie) et Smith.
Joseph Smith (17 mars 1959) est un photographe maltais.

## Biographie
Après des études d'art à Malte et en Italie, Joseph Smith a débuté la photographie en 1979. 
Il travaille pour la mode et la publicité et réalise des travaux plus personnels en photographiant par exemple des jazzmen.
Joseph Smith est membre associé de la Royal Photographic Society.

## Prix et récompenses
- 2008, Premier prix concours européen de la photographie «Cultures dans ma rue»[1]
- Divers distinctions et prix maltais[réf. nécessaire].